# Strandarve-slægten
Strandarve-slægten (Honckenya) er en slægt med 4-6 arter, som er cirkumpolart udbredt. Det er stauder med pude- eller tæppedannende vækst. Planterne danner tykke jordstængler, der ofte har udstående knopper og hindeagtige blade. Pælerødderne er slanke. Stænglerne er nedliggende, mens de blomstrebærende dele er opstigende eller næsten oprette. Stænglerne kan være næsten firkantede i tværsnit. Bladene er siddende og modsatte, elliptiske til ovale (eller sjældnere: lancetformede) og sukkulente med hel rand og skarp spids. Blomsterne er 5-tallige og regelmæssige med hvide eller helt manglende kronblade. Frugterne er kuglerunde kapsler med ganske få frø.
Her beskrives kun den ene art, som er vildtvoksende i Danmark.
| Beskrevne arter |

- Strandarve (Honckenya peploides)

| Andre arter |

- Honckenya ficifolia
- Honckenya frigida
- Honckenya minor
- Honckenya parva
- Honckenya polyandra